# Ricardo Sá Pinto
Ricardo Manuel Silva Sá Pinto (Porto, 10 ottobre 1972) è un allenatore di calcio ed ex calciatore portoghese, di ruolo attaccante, tecnico dell' Esteghlal.

## Carriera

### Giocatore

#### Club
Debutta con il Salgueiros.
Nel 1994-1995 passa allo Sporting Lisbona, con cui gioca fino al 1997, quando viene acquistato dalla Real Sociedad di San Sebastián. Nel campionato spagnolo gioca fino al 1999, quando torna allo Sporting.

#### Nazionale
Con la nazionale Under-21 ha disputato la finale del campionato europeo di categoria del 1994, persa contro l'Italia|.
Ha giocato 45 gare con la nazionale maggiore lusitana, segnando 10 reti. Ha esordito il 7 settembre 1994, a Belfast, nella partita vinta per 2-1 sull'Irlanda del Nord, segnando anche il gol della vittoria. Ha disputato il campionato europeo del 1996 e il campionato europeo del 2000. Ha giocato la sua ultima partita con la nazionale portoghese il 6 giugno 2001, Portogallo-Cipro (6-0). A causa di un infortunio non ha preso parte al campionato del mondo del 2002.

### Allenatore
Per la stagione 2011-2012 allena lo Sporting Lisbona in sostituzione di Domingos Paciência. Il 5 ottobre 2012 viene esonerato a seguito della sconfitta contro il Videoton in Europa League.
Il 18 maggio 2013 viene assunto come allenatore della Stella Rossa, con cui vince le prime otto partite di campionato. Lascia la squadra serba il 19 giugno dello stesso anno per divergenze con la dirigenza del club.
Dall'ottobre 2013 al febbraio 2015 riveste i ruoli di allenatore dell'OFI Creta e dell'Atromītos, club greci.
Rientrato in Portogallo, nel giugno 2015 diviene il tecnico del Belenenses, da cui si dimette il 15 dicembre seguente, dopo la sconfitta interna per 3-4 contro l'Académica e il mancato superamento dei gironi di Europa League.
Il 29 maggio 2016 assume la guida dell'Al-Fateh, club saudita da cui si dimette il 23 settembre.
Il 5 febbraio 2017 torna sulla panchina dell'Atromītos, subentrando a stagione in corso e portando i suoi all'ottavo posto finale in campionato. Malgrado un prolungamento di contratto concordato dopo il buon piazzamento, nel giugno 2017 si dimette per divenire l'allenatore dello Standard Liegi, club belga dove rimane per una stagione chiusa con la vittoria della Coppa del Belgio e il secondo posto in campionato. Il 20 maggio 2018 rassegna le proprie dimissioni.
Il 13 agosto 2018 si accorda con il Legia Varsavia, da cui viene esonerato nell'aprile 2019, con la squadra al secondo posto in Ekstraklasa, a cinque punti dal Lechia Danzica a tre giornate dalla fine del campionato.
Il 3 luglio 2019 diventa allenatore del Braga, da cui viene esonerato il 23 dicembre con la squadra all'ottavo posto in campionato, malgrado il primo posto finale ottenuto nel girone di Europa League.
Il 15 ottobre 2020 viene scelto come nuovo tecnico del Vasco da Gama, in Brasile, ma il contratto, valido sino alla fine della stagione, viene rescisso il 29 dicembre seguente, con la squadra in zona retrocessione.
Il 21 gennaio 2021 diviene il nuovo allenatore del Gaziantep. Dopo aver chiuso al nono posto il campionato, lascia l'incarico a maggio, in polemica con i dirigenti del club e il suo predecessore sulla panchina della squadra.
Il 7 gennaio 2022 diventa il nuovo tecnico del Moreirense, che conduce al sedicesimo posto in massima divisione, non riuscendo poi a evitare la retrocessione, avvenuta agli spareggi (che l'allenatore salta per una squalifica di due settimane).
Il 21 giugno 2022 firma per l'Esteghlal.

## Statistiche

### Cronologia presenze e reti in nazionale
| Cronologia completa delle presenze e delle reti in nazionale ― Portogallo | Cronologia completa delle presenze e delle reti in nazionale ― Portogallo | Cronologia completa delle presenze e delle reti in nazionale ― Portogallo | Cronologia completa delle presenze e delle reti in nazionale ― Portogallo | Cronologia completa delle presenze e delle reti in nazionale ― Portogallo | Cronologia completa delle presenze e delle reti in nazionale ― Portogallo | Cronologia completa delle presenze e delle reti in nazionale ― Portogallo | Cronologia completa delle presenze e delle reti in nazionale ― Portogallo |
| Data                                                                      | Città                                                                     | In casa                                                                   | Risultato                                                                 | Ospiti                                                                    | Competizione                                                              | Reti                                                                      | Note                                                                      |
| ------------------------------------------------------------------------- | ------------------------------------------------------------------------- | ------------------------------------------------------------------------- | ------------------------------------------------------------------------- | ------------------------------------------------------------------------- | ------------------------------------------------------------------------- | ------------------------------------------------------------------------- | ------------------------------------------------------------------------- |
| 7-9-1994                                                                  | Belfast                                                                   | Irlanda del Nord                                                          | 1 – 2                                                                     | Portogallo                                                                | Qual. Euro 1996                                                           | -                                                                         | 55’ 80’                                                                   |
| 13-11-1994                                                                | Lisbona                                                                   | Portogallo                                                                | 1 – 0                                                                     | Austria                                                                   | Qual. Euro 1996                                                           | -                                                                         | 50’ 71’                                                                   |
| 26-1-1995                                                                 | Toronto                                                                   | Canada                                                                    | 1 – 1                                                                     | Portogallo                                                                | Amichevole                                                                | -                                                                         | 79’ 89’                                                                   |
| 22-2-1995                                                                 | Toronto                                                                   | Danimarca                                                                 | 0 – 1                                                                     | Portogallo                                                                | Amichevole                                                                | -                                                                         | 56’                                                                       |
| 15-8-1995                                                                 | Vaduz                                                                     | Liechtenstein                                                             | 0 – 7                                                                     | Portogallo                                                                | Qual. Euro 1996                                                           | -                                                                         | 46’ 84’                                                                   |
| 11-10-1995                                                                | Vienna                                                                    | Austria                                                                   | 1 – 1                                                                     | Portogallo                                                                | Qual. Euro 1996                                                           | -                                                                         | 58’ 69’                                                                   |
| 12-12-1995                                                                | Lisbona                                                                   | Portogallo                                                                | 1 – 1                                                                     | Inghilterra                                                               | Qual. Euro 1996                                                           | -                                                                         |                                                                           |
| 21-2-1996                                                                 | Porto                                                                     | Portogallo                                                                | 1 – 2                                                                     | Germania                                                                  | Amichevole                                                                | -                                                                         |                                                                           |
| 27-3-1996                                                                 | Lisbona                                                                   | Portogallo                                                                | 1 – 0                                                                     | Grecia                                                                    | Amichevole                                                                | -                                                                         | 46’                                                                       |
| 29-5-1996                                                                 | Dublino                                                                   | Irlanda                                                                   | 1 – 1                                                                     | Portogallo                                                                | Amichevole                                                                | -                                                                         | 46’                                                                       |
| 9-6-1996                                                                  | Sheffield                                                                 | Danimarca                                                                 | 1 – 1                                                                     | Portogallo                                                                | Euro 1996 - 1º turno                                                      | 1                                                                         | 43’                                                                       |
| 14-6-1996                                                                 | Nottingham                                                                | Portogallo                                                                | 1 – 0                                                                     | Turchia                                                                   | Euro 1996 - 1º turno                                                      | -                                                                         | 66’                                                                       |
| 19-6-1996                                                                 | Nottingham                                                                | Croazia                                                                   | 0 – 3                                                                     | Portogallo                                                                | Euro 1996 - 1º turno                                                      | -                                                                         | 46’                                                                       |
| 23-6-1996                                                                 | Birmingham                                                                | Rep. Ceca                                                                 | 1 – 0                                                                     | Portogallo                                                                | Euro 1996 - Quarti di finale                                              | -                                                                         | 40’ 46’                                                                   |
| 31-8-1996                                                                 | Erevan                                                                    | Armenia                                                                   | 0 – 0                                                                     | Portogallo                                                                | Qual. Mondiali 1998                                                       | -                                                                         | 85’                                                                       |
| 5-10-1996                                                                 | Kiev                                                                      | Ucraina                                                                   | 2 – 1                                                                     | Portogallo                                                                | Qual. Mondiali 1998                                                       | -                                                                         | 64’                                                                       |
| 9-10-1996                                                                 | Tirana                                                                    | Albania                                                                   | 0 – 3                                                                     | Portogallo                                                                | Qual. Mondiali 1998                                                       | -                                                                         |                                                                           |
| 9-11-1996                                                                 | Porto                                                                     | Portogallo                                                                | 1 – 0                                                                     | Ucraina                                                                   | Qual. Mondiali 1998                                                       | -                                                                         | 71’ 76’                                                                   |
| 22-1-1997                                                                 | Braga                                                                     | Portogallo                                                                | 0 – 2                                                                     | Francia                                                                   | Amichevole                                                                | -                                                                         | 46’                                                                       |
| 19-2-1997                                                                 | Atene                                                                     | Grecia                                                                    | 0 – 0                                                                     | Portogallo                                                                | Amichevole                                                                | -                                                                         | 58’                                                                       |
| 6-9-1998                                                                  | Budapest                                                                  | Ungheria                                                                  | 1 – 3                                                                     | Portogallo                                                                | Qual. Euro 2000                                                           | 2                                                                         |                                                                           |
| 10-10-1998                                                                | Porto                                                                     | Portogallo                                                                | 0 – 1                                                                     | Romania                                                                   | Qual. Euro 2000                                                           | -                                                                         |                                                                           |
| 14-10-1998                                                                | Bratislava                                                                | Slovacchia                                                                | 0 – 3                                                                     | Portogallo                                                                | Qual. Euro 2000                                                           | -                                                                         |                                                                           |
| 18-11-1998                                                                | Setúbal                                                                   | Portogallo                                                                | 2 – 0                                                                     | Israele                                                                   | Amichevole                                                                | -                                                                         |                                                                           |
| 10-2-1999                                                                 | Parigi                                                                    | Paesi Bassi                                                               | 0 – 0                                                                     | Portogallo                                                                | Amichevole                                                                | -                                                                         | 89’                                                                       |
| 26-3-1999                                                                 | Guimarães                                                                 | Portogallo                                                                | 7 – 0                                                                     | Azerbaigian                                                               | Qual. Euro 2000                                                           | 1                                                                         |                                                                           |
| 31-3-1999                                                                 | Vaduz                                                                     | Liechtenstein                                                             | 0 – 5                                                                     | Portogallo                                                                | Qual. Euro 2000                                                           | -                                                                         | 60’                                                                       |
| 5-6-1999                                                                  | Lisbona                                                                   | Portogallo                                                                | 1 – 0                                                                     | Slovacchia                                                                | Qual. Euro 2000                                                           | -                                                                         | 89’                                                                       |
| 9-6-1999                                                                  | Coimbra                                                                   | Portogallo                                                                | 8 – 0                                                                     | Liechtenstein                                                             | Qual. Euro 2000                                                           | 3                                                                         |                                                                           |
| 18-8-1999                                                                 | Lisbona                                                                   | Portogallo                                                                | 4 – 0                                                                     | Andorra                                                                   | Amichevole                                                                | -                                                                         | 60’                                                                       |
| 4-9-1999                                                                  | Baku                                                                      | Azerbaigian                                                               | 1 – 1                                                                     | Portogallo                                                                | Qual. Euro 2000                                                           | -                                                                         | 46’                                                                       |
| 8-9-1999                                                                  | Bucarest                                                                  | Romania                                                                   | 1 – 1                                                                     | Portogallo                                                                | Qual. Euro 2000                                                           | -                                                                         |                                                                           |
| 9-10-1999                                                                 | Lisbona                                                                   | Portogallo                                                                | 3 – 0                                                                     | Ungheria                                                                  | Qual. Euro 2000                                                           | -                                                                         | 89’                                                                       |
| 23-2-2000                                                                 | Charleroi                                                                 | Belgio                                                                    | 1 – 1                                                                     | Portogallo                                                                | Amichevole                                                                | 1                                                                         | 63’                                                                       |
| 29-3-2000                                                                 | Leiria                                                                    | Portogallo                                                                | 2 – 1                                                                     | Danimarca                                                                 | Amichevole                                                                | -                                                                         | 46’                                                                       |
| 26-4-2000                                                                 | Reggio Calabria                                                           | Italia                                                                    | 2 – 0                                                                     | Portogallo                                                                | Amichevole                                                                | -                                                                         | 60’                                                                       |
| 2-6-2000                                                                  | Chaves                                                                    | Portogallo                                                                | 3 – 0                                                                     | Galles                                                                    | Amichevole                                                                | 1                                                                         | 60’                                                                       |
| 17-6-2000                                                                 | Arnhem                                                                    | Romania                                                                   | 0 – 1                                                                     | Portogallo                                                                | Euro 2000 - 1º turno                                                      | -                                                                         | 56’                                                                       |
| 20-6-2000                                                                 | Rotterdam                                                                 | Portogallo                                                                | 3 – 0                                                                     | Germania                                                                  | Euro 2000 - 1º turno                                                      | -                                                                         |                                                                           |
| 24-6-2000                                                                 | Amsterdam                                                                 | Turchia                                                                   | 0 – 2                                                                     | Portogallo                                                                | Euro 2000 - Quarti di finale                                              | -                                                                         | 74’                                                                       |
| 16-8-2000                                                                 | Viseu                                                                     | Portogallo                                                                | 5 – 1                                                                     | Lituania                                                                  | Amichevole                                                                | -                                                                         |                                                                           |
| 3-9-2000                                                                  | Tallinn                                                                   | Estonia                                                                   | 1 – 3                                                                     | Portogallo                                                                | Qual. Mondiali 2002                                                       | 1                                                                         |                                                                           |
| 7-10-2000                                                                 | Lisbona                                                                   | Portogallo                                                                | 1 – 1                                                                     | Irlanda                                                                   | Qual. Mondiali 2002                                                       | -                                                                         | 77’                                                                       |
| 11-10-2000                                                                | Rotterdam                                                                 | Paesi Bassi                                                               | 0 – 2                                                                     | Portogallo                                                                | Qual. Mondiali 2002                                                       | -                                                                         | 87’                                                                       |
| 6-6-2001                                                                  | Lisbona                                                                   | Portogallo                                                                | 6 – 0                                                                     | Cipro                                                                     | Qual. Mondiali 2002                                                       | -                                                                         | 72’                                                                       |
| Totale                                                                    |                                                                           | Presenze                                                                  | 45                                                                        |                                                                           | Reti                                                                      | 10                                                                        |                                                                           |

### Statistiche da allenatore

#### Club
Statistiche aggiornate all'8 luglio 2025; in grassetto le competizioni vinte.
| Stagione            | Squadra          | Campionato       | Campionato | Campionato | Campionato | Campionato | Coppe nazionali | Coppe nazionali | Coppe nazionali | Coppe nazionali | Coppe nazionali | Coppe continentali | Coppe continentali | Coppe continentali | Coppe continentali | Coppe continentali | Altre coppe | Altre coppe | Altre coppe | Altre coppe | Altre coppe | Totale | Totale | Totale | Totale | % Vittorie | Piazzamento      |
| Stagione            | Squadra          | Comp             | G          | V          | N          | P          | Comp            | G               | V               | N               | P               | Comp               | G                  | V                  | N                  | P                  | Comp        | G           | V           | N           | P           | G      | V      | N      | P      | %          | Piazzamento      |
| ------------------- | ---------------- | ---------------- | ---------- | ---------- | ---------- | ---------- | --------------- | --------------- | --------------- | --------------- | --------------- | ------------------ | ------------------ | ------------------ | ------------------ | ------------------ | ----------- | ----------- | ----------- | ----------- | ----------- | ------ | ------ | ------ | ------ | ---------- | ---------------- |
| feb.-mag. 2012      | Sporting Lisbona | PL               | 12         | 9          | 0          | 3          | CP+CdL          | 1+0             | 0+0             | 0+0             | 1+0             | UEL                | 8                  | 4                  | 2                  | 2                  | -           | -           | -           | -           | -           | 21     | 13     | 2      | 6      | 61,90      | Sub, 4°          |
| ago.-ott. 2012      | Sporting Lisbona | PL               | 5          | 1          | 3          | 1          | CP+CdL          | 0+0             | 0+0             | 0+0             | 0+0             | UEL                | 4                  | 1                  | 2                  | 1                  | -           | -           | -           | -           | -           | 9      | 2      | 5      | 2      | 22,22      | Eson             |
| Totale Sporting     | Totale Sporting  | Totale Sporting  | 17         | 10         | 3          | 4          |                 | 1               | 0               | 0               | 1               |                    | 12                 | 5                  | 4                  | 3                  |             | -           | -           | -           | -           | 30     | 15     | 7      | 8      | 50,00      |                  |
| mar.-mag. 2013      | Stella Rossa     | SL               | 11         | 8          | 0          | 3          | KS              | -               | -               | -               | -               | -                  | -                  | -                  | -                  | -                  | -           | -           | -           | -           | -           | 11     | 8      | 0      | 3      | 72,73      | Sub, 1°          |
| ott. 2013-2014      | OFI Creta        | SLE              | 27         | 11         | 6          | 10         | CG              | 7               | 4               | 1               | 2               | -                  | -                  | -                  | -                  | -                  | -           | -           | -           | -           | -           | 34     | 15     | 7      | 12     | 44,12      | Sub, 6°          |
| set. 2014-feb. 2015 | Atromītos        | SLE              | 17         | 5          | 8          | 4          | CG              | 2               | 0               | 1               | 1               | -                  | -                  | -                  | -                  | -                  | -           | -           | -           | -           | -           | 19     | 5      | 9      | 5      | 26,32      | Sub, Dim         |
| lug.-dic. 2015      | Belenenses       | PL               | 13         | 3          | 4          | 6          | CP+CdL          | 2+1             | 1+1             | 0+0             | 1+0             | UEL                | 10                 | 3                  | 4                  | 3                  | -           | -           | -           | -           | -           | 26     | 8      | 8      | 10     | 30,77      | Dim              |
| ago.-set. 2016      | Al-Fateh         | SPL              | 4          | 0          | 1          | 3          | KCC             | 1               | 1               | 0               | 0               | -                  | -                  | -                  | -                  | -                  | -           | -           | -           | -           | -           | 5      | 1      | 1      | 3      | 20,00      | Dim              |
| feb.-apr. 2017      | Atromītos        | SLE              | 11         | 5          | 1          | 5          | CG              | 2               | 0               | 1               | 1               | -                  | -                  | -                  | -                  | -                  | -           | -           | -           | -           | -           | 13     | 5      | 2      | 6      | 38,46      | Sub, 8°          |
| Totale Atromitos    | Totale Atromitos | Totale Atromitos | 28         | 10         | 9          | 9          |                 | 4               | 0               | 2               | 2               |                    | -                  | -                  | -                  | -                  |             | -           | -           | -           | -           | 32     | 10     | 11     | 11     | 31,25      |                  |
| 2017-2018           | Standard Liegi   | D1               | 30+10      | 11+6       | 11+3       | 8+1        | CB              | 5               | 4               | 0               | 1               | -                  | -                  | -                  | -                  | -                  | -           | -           | -           | -           | -           | 45     | 21     | 14     | 10     | 46,67      | 2°               |
| ago. 2018-apr. 2019 | Legia Varsavia   | EK               | 23         | 13         | 5          | 5          | CP              | 4               | 2               | 1               | 1               | UEL                | 1                  | 0                  | 1                  | 0                  | SP          | -           | -           | -           | -           | 28     | 15     | 7      | 6      | 53,57      | Sub, Eson        |
| lug.-dic. 2019      | Braga            | PL               | 14         | 5          | 3          | 6          | CP+CdL          | 3+3             | 2+3             | 0+0             | 1+0             | UEL                | 10                 | 8                  | 2                  | 0                  | -           | -           | -           | -           | -           | 30     | 18     | 5      | 7      | 60,00      | Eson             |
| ott.-dic. 2020      | Vasco da Gama    | A                | 11         | 2          | 4          | 5          | CB              | 0               | 0               | 0               | 0               | CS                 | 4                  | 1                  | 2                  | 1                  | -           | -           | -           | -           | -           | 15     | 3      | 6      | 6      | 20,00      | Sub, Resc. Cons. |
| gen.-mag. 2021      | Gaziantep        | SL               | 17         | 5          | 5          | 7          | TK              | 0               | 0               | 0               | 0               | -                  | -                  | -                  | -                  | -                  | -           | -           | -           | -           | -           | 17     | 5      | 5      | 7      | 29,41      | Sub, 9°          |
| gen.-mag. 2022      | Moreirense       | PL               | 16+2       | 4+1        | 1          | 11+1       | CP+CdL          | 0               | 0               | 0               | 0               | -                  | -                  | -                  | -                  | -                  | -           | -           | -           | -           | -           | 18     | 5      | 1      | 12     | 27,78      | Sub, 16° (ret)   |
| 2022-2023           | Esteghlal        | PL               | 30         | 18         | 8          | 4          | CI              | 5               | 4               | 0               | 1               | -                  | -                  | -                  | -                  | -                  | SI          | 1           | 1           | 0           | 0           | 36     | 23     | 8      | 5      | 63,89      | 3°               |
| 2023-2024           | APOEL            | AK               | 26+10      | 18+4       | 5+2        | 3+4        | KK              | 1               | 0               | 0               | 1               | UECL               | 6                  | 4                  | 0                  | 2                  | -           | -           | -           | -           | -           | 43     | 26     | 7      | 10     | 60,47      | 1°               |
| ott.-dic. 2024      | Raja Casablanca  | B1               | 8          | 2          | 5          | 1          | CT              | 0               | 0               | 0               | 0               | CCL                | 3                  | 0                  | 1                  | 2                  | -           | -           | -           | -           | -           | 11     | 2      | 6      | 3      | 18,18      | Sub, Eson        |
| Totale carriera     | Totale carriera  | Totale carriera  | 297        | 131        | 75         | 91         |                 | 37              | 22              | 4               | 11              |                    | 46                 | 21                 | 14                 | 11                 |             | 1           | 1           | 0           | 0           | 381    | 175    | 93     | 113    | 45,93      |                  |

## Palmarès

### Giocatore

#### Competizioni nazionali
- Campionato portoghese: 1

Sporting Lisbona: 2001-2002
- Coppa del Portogallo: 2

Sporting Lisbona: 1994-1995, 2001-2002
- Supercoppa di Portogallo: 3

Sporting Lisbona: 1995, 2000, 2002

### Allenatore

#### Competizioni nazionali
- Campionato serbo di calcio: 1

Stella Rossa: 2013-2014
- Coppa del Belgio: 1

Standard Liegi: 2017-2018
- Supercoppa d'Iran: 1

Esteghlal: 2022
- Campionato cipriota di calcio: 1

APOEL: 2023-2024